# Ростуче
Росту́че (до 1948 року — Ойсункі́, крим. Oysuñki) — село в Україні, у Бахчисарайському районі Автономної Республіки Крим. Підпорядковане Поштівській селищній раді. Розташоване на півночі району.

## Населення
За даними перепису населення 2001 року, у селі мешкало 363 особи. Мовний склад населення села був таким:
| Мова              | Число ос. | Відсоток |
| ----------------- | --------- | -------- |
| українська        | 8         | 2,2      |
| російська         | 211       | 58,13    |
| кримськотатарська | 142       | 39,12    |